# Adventure of the Seas
L’Adventure of the Seas (ou MS Adventure of the Seas) est un navire de croisière de classe Voyager appartenant à l'opérateur Royal Caribbean Cruise Line, construit aux chantiers finlandais de Turku, Kvaerner Masa-Yards (maintenant STX Europe). Il a été mis en service en novembre 2001.
Ne possédant pas le classement Panamax il ne peut donc pas franchir les écluses du canal de Panama.

## Histoire
Il navigue actuellement dans le sud des Caraïbes à partir de son port d'attache à San Juan, Puerto Rico (saison 2016).

## Images

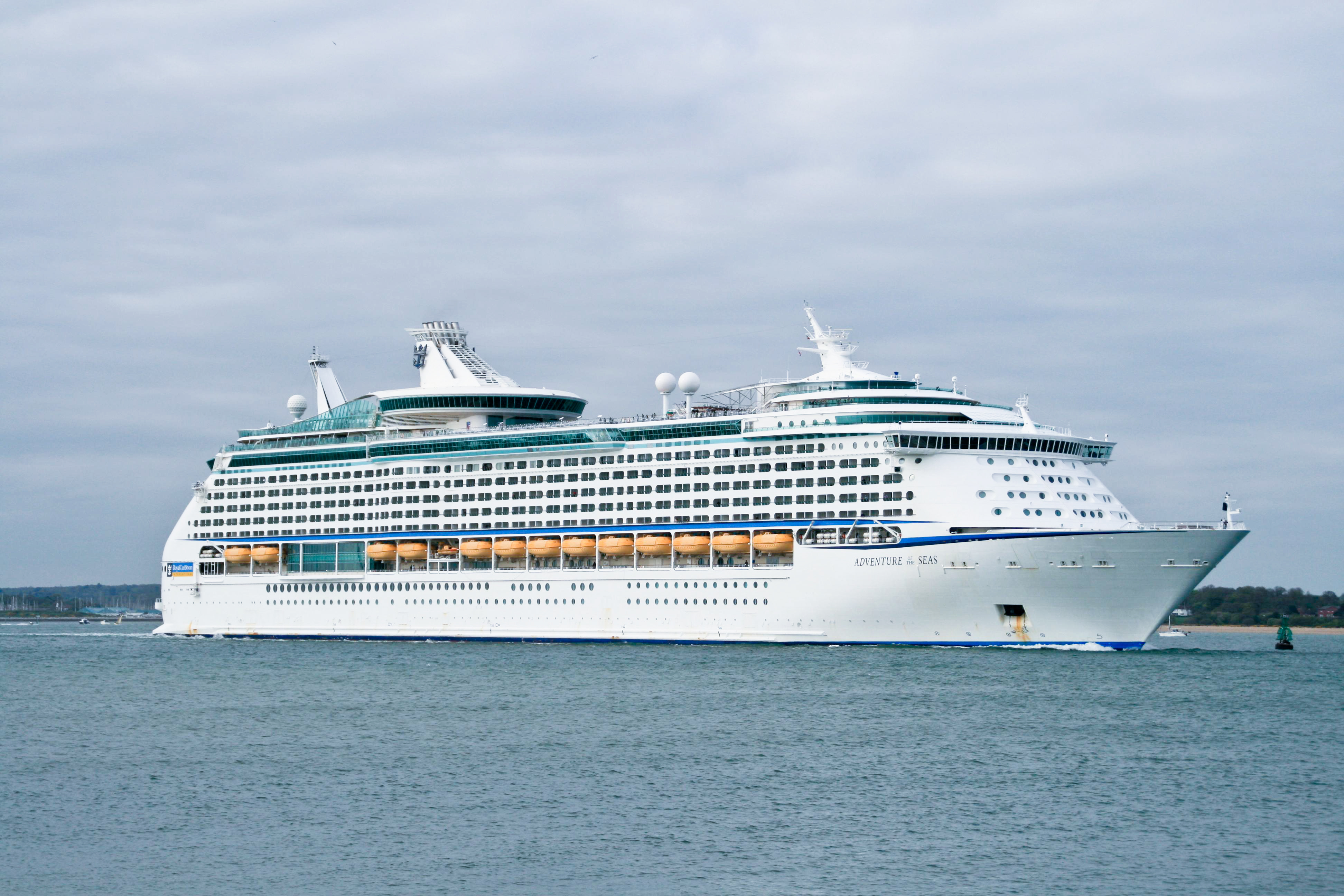
Southampton 2013
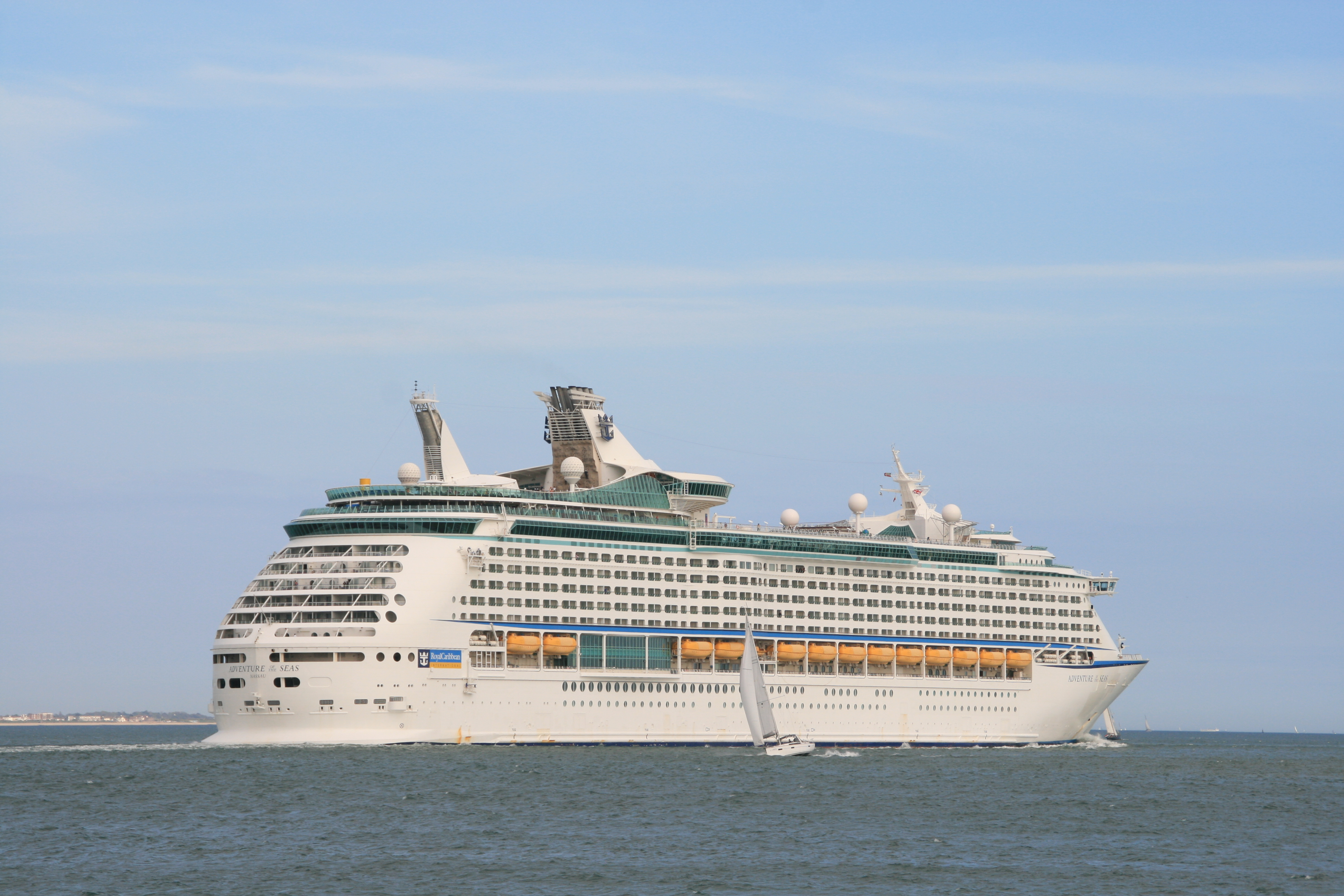
Southampton 2013
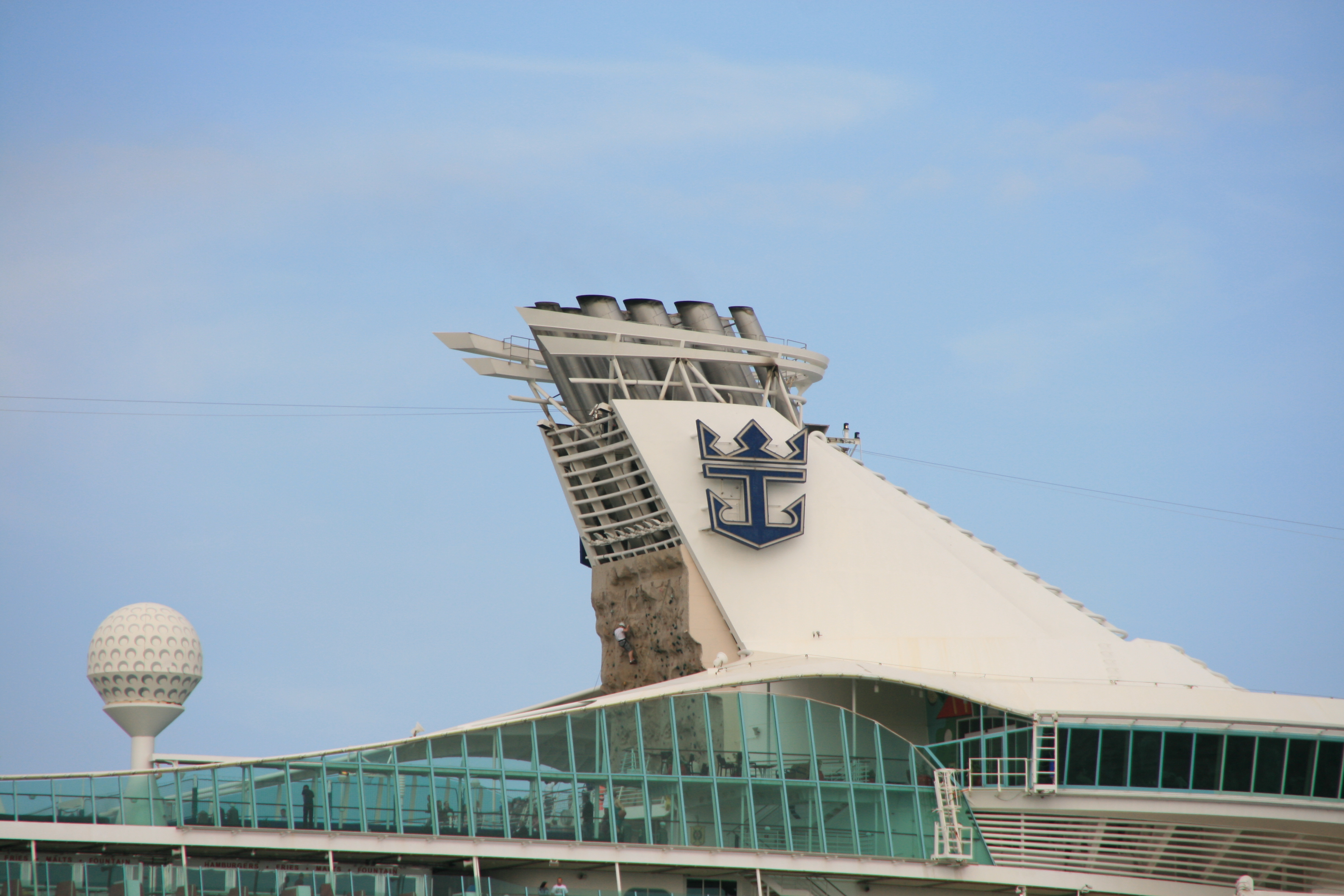
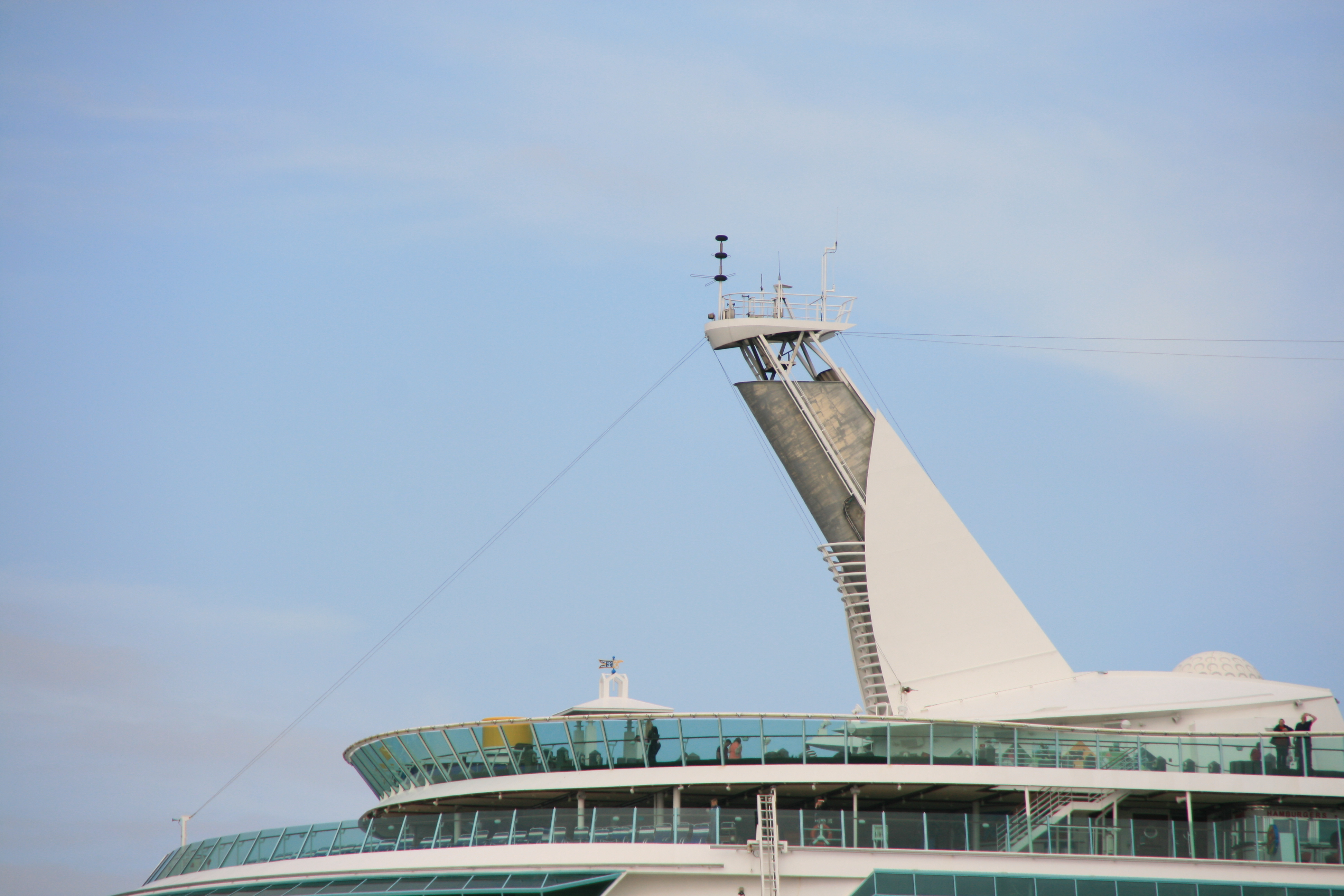
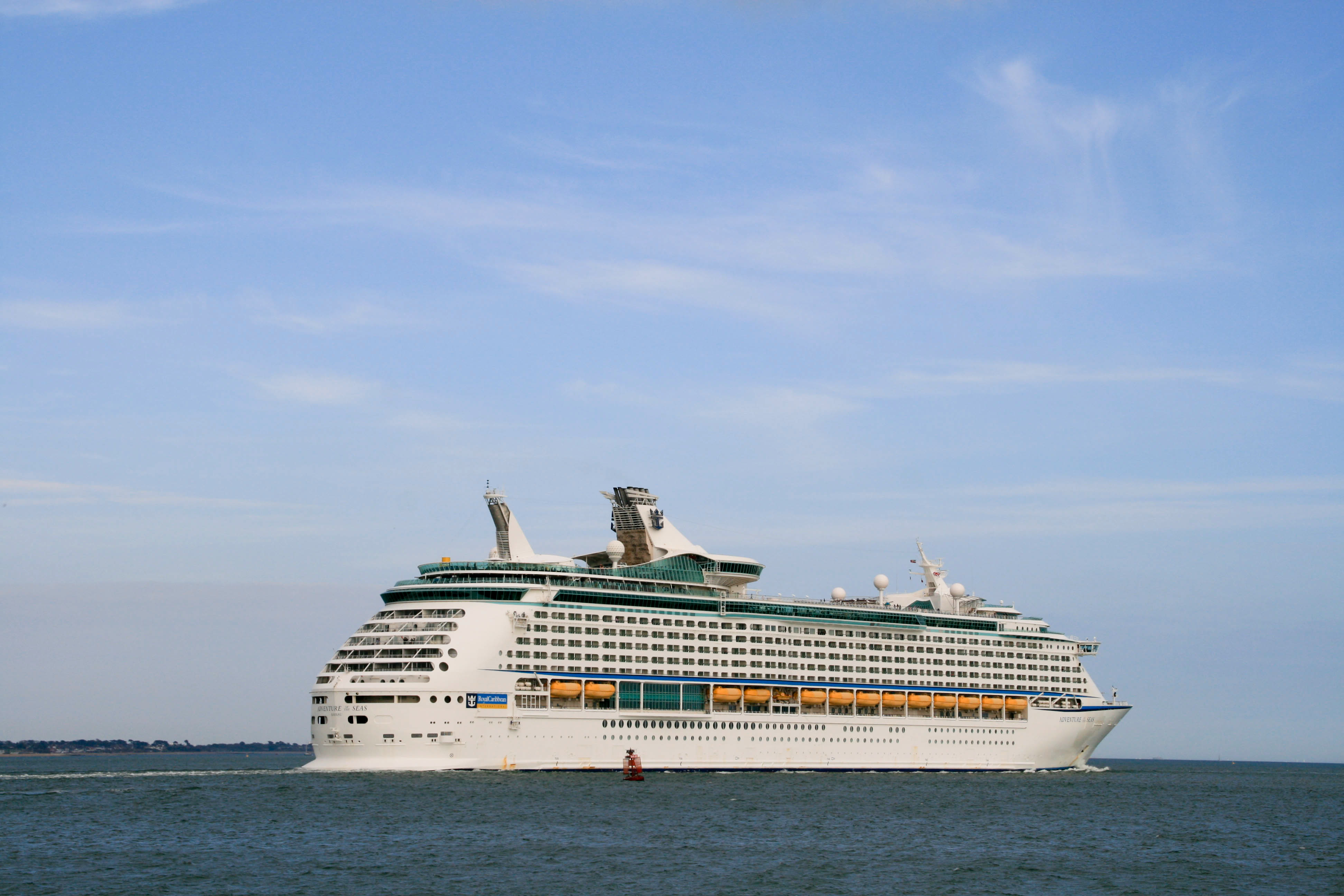
Southampton 2013